# Sympatie
Sympatie (řecky συμπάθεια (sympathia), což pochází ze základů σύν (syn) „spolu“ a πάσχω (paschó) „trpět“), také libost, je v psychologii blahovolné soucítění s někým jiným. Podobný pojem je empatie, tedy vcítění; sympatie však navíc zahrnuje zájem o dobro druhé osoby, a blíží se tak lásce. V širším smyslu se slovo používá ve významu obliba, náklonnost či přívrženectví, např. ve spojení „sympatizant US-DEU“.